# Phaulomytilus striatus
Phaulomytilus striatus är en insektsart som först beskrevs av William Miles Maskell 1895.  Phaulomytilus striatus ingår i släktet Phaulomytilus och familjen pansarsköldlöss. Inga underarter finns listade i Catalogue of Life.